# Llibre d'Amic e Amada
Llibre d'Amic e Amada és una obra poètica de la novel·lista i poeta valenciana Carmelina Sánchez-Cutillas i Martínez del Romero, la darrera de la seua bibliografia literària. Fou publicada amb 30 poemes en l'any 1980 per Francesc Torres Editor S.A, presentada sense cap pròleg i únicament acompanyada pel paratext de la contracoberta i un comentari publicitari no signat.
De temàtica amorosa i versada sobre el desig femení, la seua manca de recepció entre la crítica especialitzada de l'època va provocar que l'autora desistira de seguir amb la seua trajectòria de publicació literària fins a la seua mort en 2009.

## Estil i crítica
En aquesta obra, Sánchez-Cutillas i Martínez del Romero reprén el realisme social que havia caracteritzat els seus primers poemaris, Un món rebel i Conjugació en primera persona dels anys 1960. El tema principal tracta de l'expressió i la reflexió sobre el desig femení des de l'elegia de l’amor perdut, i en diversos dels seus passatges s'hi poden trobar semblances amb la primera etapa poètica de l'autora catalana Maria Mercè Marçal i Serra, en què s'hi reivindica com a dona forta i madura.
En les desideracions que expressa sobre l'amor, l'autora converteix aquest sentiment en indivisible respecte de l'angoixa existencial diària, l'enyorança, la mort —sobre la qual estableix una dialèctica entr la vida i la mort pionera en la seua obra— i la nostàlgia. Per altra banda, l'autora afegeix un vessant de denúncia literària del seu present dominat per l'opressió del franquisme i pel record tràgic de la Guerra Civil espanyola i la consegüent postguerra, amb la reflexió identitària que açò li suposa.
El llibre conclou amb un poemari de versos tetrasíl·labs i pentasíl·labs amb un ritme propi dels cançoners populars i d'un vocabulari significativament planer, que els crítics associen a l'obra de Vicent Andrés Estellés. Hi empra un estil considerat com a «lúdic i un tant càustic alhora, amb el darrer poema titulat Joc d’escacs reforçant la dialèctica antonòmica abans expressada: vida/mort».